# Pierre Naudin
Pour les articles homonymes, voir Naudin.
 (novembre 2015).
Pierre Naudin, né le 28 novembre 1923 à Choisy-le-Roi, mort le 11 décembre 2011 à Créteil, est un romancier et journaliste français connu pour quatre fresques historiques sur la guerre de Cent Ans et pour deux romans sur le milieu sportif et la vie dans la banlieue parisienne dans la France des années 1930.

## Biographie
Après avoir exercé différents métiers manuels (chaudronnerie, laiterie, verrerie), Pierre Naudin entre à la librairie Hachette comme employé aux écritures, emploi qui lui permet de se perfectionner en orthographe et en syntaxe. Ses premiers écrits sont des contes publiés dans le journal L'Aurore. Il deviendra journaliste et le demeure durant trente-cinq ans. Pratiquant en amateur de haut niveau la course à pied et le cyclisme (il fut sélectionné en 1957 pour les championnats du monde de course de fond en Tchécoslovaquie), il publie en 1959 Les Mauvaises Routes - roman ayant pour cadre le milieu du cyclisme pendant l'entre-deux-guerres considéré par les lecteurs amateurs de vélo comme le meilleur roman écrit sur ce sport - et, dix ans plus tard, Les Dernières Foulées, ouvrage en relation avec la course à pied. Féru de ces sports, Pierre Naudin pratiqua le cyclisme et la course à pied jusqu'à l'âge de quatre-vingts ans.
Passionné par le Moyen Âge (XIVe et XVe siècles en particulier), il est l'auteur de quatre fresques romanesques traitant de la guerre de Cent Ans. Ces quatre cycles, dont la publication débute en 1978, comptent, en 2011, vingt-sept volumes. Ils s'appuient sur l'étude des grands chroniqueurs du XIVe siècle, comme Jean Froissart ou Jean le Bel, Cuvelier (l'hagiographe de Du Guesclin) ou l'anonyme Journal d'un Bourgeois de Paris.
Le dernier tome du cycle Gui de Clairbois a paru au salon du Livre de Paris en 2006. Pierre Naudin a entrepris ensuite l'écriture de sa nouvelle et dernière fresque le Cycle de Richard de Clairbois, dont les quatre tomes ont paru à l'occasion des Salons du livre de Paris en 2008, 2009, 2010 et 2011. Ce dernier cycle met en scène le second fils de Gui de Clairbois de l'épopée de Jeanne d'Arc jusqu'à la Bataille de Castillon et comporte quatre tomes.
Il est inhumé au cimetière de Choisy-le-Roi.

## Honneurs et distinctions
Pierre Naudin était membre de l'Académie royale des beaux-arts et des sciences historiques de Tolède et donnait régulièrement des conférences dans les universités d'Europe.

## Publications

### Ouvrages sur le Moyen Âge
Cycle d'Ogier d'Argouges (romans, sept volumes)
- Les Lions diffamés, Trévise 1978[3]; puis Aubéron, 1993
- Le Granit et le Feu, Trévise 1978, Aubéron, 1993
- Les Fleurs d'acier, Trévise 1982, Aubéron, 1994
- La Fête écarlate, Trévise 1983, Aubéron, 1994
- Les Noces de fer, Trévise 1985, Aubéron, 1995
- Le Jour des Reines, Aubéron, 1992
- L'Épervier de feu, Aubéron, 1993

Cycle de Tristan de Castelreng (romans, sept volumes)
- Les Amants de Brignais, Aubéron, 1996
- Le Poursuivant d'amour, Aubéron, 1996
- La Couronne et la Tiare, Aubéron, 1996
- Les Fontaines de sang, Aubéron, 1997
- Les Fils de Bélial, Aubéron, 1997
- Le Pas d'armes de Bordeaux, Aubéron, 1998
- Les Spectres de l'honneur, Aubéron, 1998

Cycle de Gui de Clairbois (romans, neuf volumes)
- Les Fureurs de l'été, Aubéron, 1999
- L'Étrange Chevauchée, Aubéron, 2000
- Les Chemins de la honte (deux volumes)
  - Un vent de guerre, Aubéron, 2000
  - À la grâce de Dieu, Aubéron, 2001
- Le Bâtard de Clairbois, Aubéron, 2002
- Le Champ clos de Montendre (deux volumes)
  - Les Pèlerins du devoir, Aubéron, 2003
  - L'Épée dans l'herbe, Aubéron, 2004
- Le Secret sous les armes, Aubéron, 2005
- Le Bourbier d'Azincourt, Aubéron, 2006

Ces vingt-trois volumes sont parus également dans la  collection de poche  Pocket et n'y sont plus disponibles.
Cycle de Richard de Clairbois (romans, quatre volumes)
- La Vierge à l'épée, Aubéron, 2008
- Les Glaives irrités, Aubéron, 2009
- L'incroyable rencontre, Aubéron, 2010
- Le sort le plus beau, Aubéron, 2011

Romans
- Yolande de Maillebois, Aubéron, 1999 et Pocket, 2003
- Les Épées de la nuit, Aubéron, 1999

Théâtre
- Simon de Montfort, Aubéron, 2002

### Œuvres sur le sport
Romans
- Les Mauvaises Routes, Gallimard, 1959 (roman sur le cyclisme sportif) ; Denoël, 1989 ; Aubéron, 2007
- Les Dernières Foulées, Éditions Rencontre, 1968 (roman sur la course de fond)
- Deux voyageurs pour Avignon, Éditions Rencontre, 1970 (roman sur la boxe)
- Rien ne sert de courir, Aubéron, 2012 (suite des Mauvaises Routes, roman sur la course de fond[4])

Essais
- La Foire au muscle, Éditeurs Français Réunis, 1961
- L’Athlète et son destin, Éditions J

Biographie
- Le Terrassier de Prague (Emil Zatopek), Jérôme Martineau, 1972